# Manuel Fernández Muñiz
Manuel Fernández Muñiz (ur. 9 maja 1986 w Gijón) – hiszpański piłkarz występujący na pozycji bramkarza w Deportivo La Coruña.